# Thursday (banda)
Thursday é uma banda americana de post-hardcore. Surgiu em 1997 na cidade de New Brunswick, Nova Jersey. Alguns críticos alegam que o marco inicial da banda foi o lançamento do segundo CD, Full Collapse, lançado no final de 2001.

## Membros

### Atualmente
- Geoff Rickly - vocal
- Tom Keeley - guitarra e vocal de apoio
- Steve Pedulla - guitarra e vocal de apoio
- Tim Payne - baixo
- Tucker Rule - bateria
- Andrew Everding - teclado, sinestesia e vocal de apoio

### Antigos
- Bill Henderson – guitarra (membro somente no álbum Waiting)

## Discografia

### Álbuns de estúdio e EP
| Data de Lançamento    | Título                      | Gravadora       |
| 6 de Dezembro, 1999   | Waiting                     | Eyeball         |
| 18 de Outubro, 2001   | Full Collapse               | Victory Records |
| 22 de Outubro, 2002   | Five Stories Falling (EP)   | Victory Records |
| 16 de Setembro, 2003  | War All the Time            | Island Records  |
| 2 de Maio, 2006       | A City by the Light Divided | Island Records  |
| 30 de Outubro, 2007   | Kill The House Lights       | Victory Records |
| 17 de Fevereiro, 2009 | Common Existence            | Epitaph Records |
| 12 de abril, 2011     | No Devolución               | Epitaph Records |

### Singles
| Ano  | Título                         | Álbum                       |
| 2001 | "Understanding in a Car Crash" | Full Collapse               |
| 2002 | "Cross Out the Eyes"           | Full Collapse               |
| 2003 | "Signals Over the Air"         | War All the Time            |
| 2003 | "For the Workforce, Drowning"  | War All the Time            |
| 2004 | "War All the Time"             | War All the Time            |
| 2006 | "Counting 5-4-3-2-1"           | A City by the Light Divided |
| 2007 | "At This Velocity"             | A City by the Light Divided |